# Любка (Киевская область)
Любка (укр. Любка) — село, входит в Ракитнянский район Киевской области Украины.
Население по переписи 2001 года составляло 15 человек. Почтовый индекс — 09641. Телефонный код — 4562. Занимает площадь 2 км². Код КОАТУУ — 3223782502.

## Местный совет
09641, Київська обл., Рокитнянський р-н, с. Луб’янка